# Tour de la BCEAO (Dakar)
La tour de la BCEAO est un gratte-ciel situé avenue Abdoulaye Fadiga à Dakar, la capitale du Sénégal. Il abrite le siège de la Banque centrale des États de l'Afrique de l'Ouest (BCEAO). La tour possède 20 étages et culmine à près de 83 m. Elle a été conçue en 1979, dans le style du brutalisme, par les architectes Pierre Goudiaby Atepa et Cheikh Ngom.
Ce gratte-ciel figurait sur les anciens billets de 10 000 FCFA, démonétisés en 2003.